# لکسیکان
لکسیکان (انگلیسی: Lexicon) شرکت الکترونیک آمریکایی است، که در سال ۱۹۷۱ تأسیس شد.